# Rodolfo II da Varano
Rodolfo II da Varano (... – Tolentino, 1384) è stato un condottiero italiano.

## Biografia
Figlio di Berardo da Camerino e nipote di Rodolfo I da Varano. Nel 1350 combatté contro gli infedeli per Clemente VI, segnalandosi alla presa di Smirne.
Passato al servizio degli Angioini, fu governatore degli Abruzzi. Militò per il cardinale Egidio Albornoz, legato pontificio, contro i Malatesta e gli Ordelaffi di Forlì. Nel 1355 prese Recanati e vinse a Castelfidardo, facendo prigioniero Galeotto I Malatesta e costringendolo a dichiararsi vassallo della Chiesa. Eletto gonfaloniere dal pontefice, nel 1355 fu investito del vicariato di San Ginesio e Tolentino, e fece tornare la Romagna sotto le leggi dei papi. Riconquistò tutti i domini della chiesa nella Marca anconitana e in Romagna, ottenendo per dodici anni il governo assoluto, in nome della Chiesa, anche di Rimini, Fano, Pesaro, Fossombrone.
Tornato ad imbracciare le armi, sottomise Ascoli Piceno e Forlì, ma venuto in antipatia all'Albornoz, fu imprigionato. Appena libero, lasciò il servizio pontificio e passò ai fiorentini, per i quali nel 1362, come generale, partecipò all'impresa di Pisa.
Nel 1363 servì i perugini, per i quali recuperò Monte Fontegiano, facendo decapitare tutti i ghibellini che lo difendevano.
Con la protezione di Urbano V innalzò il suo potere in Camerino occupando la signoria dopo aver ucciso lo zio.
Nel 1370, come generale e capitano del popolo fiorentino lottò contro Barnabò Visconti, rimanendo vincitore.
Nel 1375 formatasi una lega contro il papa Gregorio XI, Rodolfo ne fu posto a capo.
Nel 1376, eletto signore di Macerata, andò a difendere Bologna, minacciata dai pontefici.
Nel 1377 tornò al servizio di Gregorio XI, che lo investì capitano generale e da qui dai fiorentini fu dichiarato traditore. Combatté allora contro i fiorentini, ma perse in due fatti d'armi: a Montemilione e a Fabriano. Dopo la morte di Gregorio XI dovette difendersi dalle aggressioni dei ghibellini.
Nel 1382 soccorse i fiorentini e i perugini e riuscì in tal modo a farseli nuovamente alleati.
Morì a Tolentino, nel 1384.

## Discendenza
Rodolfo II sposò Camilla Chiavelli, figlia di Finuccio di Fabriano ed ebbero due figlie:
- Gentile, sposò Galeotto I Malatesta[2], signore di Rimini;
- Elisabetta, sposò Malatesta IV Malatesta[3], signore di Rimini.

## Ascendenza
|                                   |   |                     | Genitori |  |  | Nonni |  |  | Bisnonni            |  |  | Trisnonni           |  |
|                                   |   |                     |          |  |  |       |  |  | Berardo I da Varano |  |  | Gentile I da Varano |  |
|                                   |   |                     |          |  |  |       |  |  | Berardo I da Varano |  |  | Gentile I da Varano |  |
|                                   |   | Alteruccia d'Altino |          |  |  |       |  |  | Berardo I da Varano |  |  |                     |  |
| Gentile II da Varano              |   |                     |          |  |  |       |  |  | Berardo I da Varano |  |  |                     |  |
|                                   |   | Emma                | …        |  |  |       |  |  |                     |  |  |                     |  |
|                                   |   | Emma                | …        |  |  |       |  |  |                     |  |  |                     |  |
|                                   |   | Emma                | …        |  |  |       |  |  |                     |  |  |                     |  |
| Berardo II da Varano              |   | Emma                |          |  |  |       |  |  |                     |  |  |                     |  |
|                                   |   | …                   | …        |  |  |       |  |  |                     |  |  |                     |  |
|                                   |   | …                   | …        |  |  |       |  |  |                     |  |  |                     |  |
|                                   |   | …                   | …        |  |  |       |  |  |                     |  |  |                     |  |
| …                                 |   | …                   |          |  |  |       |  |  |                     |  |  |                     |  |
|                                   |   | …                   | …        |  |  |       |  |  |                     |  |  |                     |  |
|                                   |   | …                   | …        |  |  |       |  |  |                     |  |  |                     |  |
|                                   |   | …                   | …        |  |  |       |  |  |                     |  |  |                     |  |
| Rodolfo II da Varano              |   | …                   |          |  |  |       |  |  |                     |  |  |                     |  |
|                                   | … | …                   |          |  |  |       |  |  |                     |  |  |                     |  |
|                                   | … | …                   |          |  |  |       |  |  |                     |  |  |                     |  |
|                                   | … | …                   |          |  |  |       |  |  |                     |  |  |                     |  |
| Gualtiero Brunforte               | … |                     |          |  |  |       |  |  |                     |  |  |                     |  |
|                                   |   | …                   | …        |  |  |       |  |  |                     |  |  |                     |  |
|                                   |   | …                   | …        |  |  |       |  |  |                     |  |  |                     |  |
|                                   |   | …                   | …        |  |  |       |  |  |                     |  |  |                     |  |
| Bellafiore di Gualtiero Brunforte |   | …                   |          |  |  |       |  |  |                     |  |  |                     |  |
|                                   |   | …                   | …        |  |  |       |  |  |                     |  |  |                     |  |
|                                   |   | …                   | …        |  |  |       |  |  |                     |  |  |                     |  |
|                                   |   | …                   | …        |  |  |       |  |  |                     |  |  |                     |  |
| …                                 |   | …                   |          |  |  |       |  |  |                     |  |  |                     |  |
|                                   |   | …                   | …        |  |  |       |  |  |                     |  |  |                     |  |
|                                   |   | …                   | …        |  |  |       |  |  |                     |  |  |                     |  |
|                                   |   | …                   | …        |  |  |       |  |  |                     |  |  |                     |  |
|                                   |   | …                   |          |  |  |       |  |  |                     |  |  |                     |  |